# Kibago
Kibago è un comune del Burundi situato nella provincia di Makamba con 44.978 abitanti (censimento 2008).

## Geografia antropica

### Suddivisioni amministrative
Il comune è suddiviso in 10 colline.